# Goya 2003
Die 17. Verleihung des Goya fand am 1. Februar 2003 im Palacio Municipal de Congresos in Madrid statt. Der spanische Filmpreis wurde in 28 Kategorien vergeben. Als Moderatoren führten die Schauspieler Guillermo Toledo und Alberto San Juan durch den Abend. Schauspieler und Regisseure protestierten gegen die spanische Beteiligung am Irakkrieg der Regierung Aznar, die in Spanien zu landesweiten Demonstrationen geführt hatte.
Bei acht Nominierungen gewann Fernando León de Aranoas Montags in der Sonne in fünf Kategorien. Das unter anderem als bester Film ausgezeichnete Drama, das im Jahr zuvor bereits vier Auszeichnungen auf dem San Sebastián International Film Festival erhalten hatte, erzählt von arbeitslosen Werftarbeitern. Fernando León de Aranoa hatte den Goya bereits 1998 für Familie und 1999 für Barrio erhalten. Weitere Nominierungen in der Kategorie Bester Film gingen an Sprich mit ihr von Pedro Almodóvar, Bedside Stories von Emilio Martínez Lázaro und Jenseits der Erinnerung von Antonio Hernández. Der Film von Almodóvar, der international bereits mehrfach für seine Werke preisgekrönt wurde und für Sprich mit ihr zwei Nominierungen für die Oscarverleihung 2003 erhielt, handelt von einem Krankenpfleger, der in eine im Koma liegende Balletttänzerin verliebt ist. Almodóvars Beitrag wurde bei sieben Nominierungen letztlich mit einem Goya in der Kategorie Beste Filmmusik prämiert.
Javier Bardem wurde für seine Darstellung des Santa in Montags in der Sonne als bester Hauptdarsteller ausgezeichnet, Mercedes Sampietro gewann für Lugares comunes in der Kategorie Beste Hauptdarstellerin. In den Nebendarstellerkategorien konnten sich Luis Tosar in Montags in der Sonne und die US-Amerikanerin Geraldine Chaplin in Jenseits der Erinnerung durchsetzen. Roman Polańskis Holocaust-Drama Der Pianist wurde als bester europäischer Film prämiert. Diego Arsuagas Tragikomödie El ultimo tren – Der letzte Zug, die die Lokomotiventführung einer Gruppe älterer Uruguayer (unter anderem gespielt von Héctor Alterio) erzählt, gewann in der Kategorie Bester ausländischer Film in spanischer Sprache. Der Ehren-Goya ging an den spanischen Schauspieler Manuel Alexandre, der ab den 1940er Jahren im spanischen Film tätig und unter anderem mit dem Oscar-nominierten Film Placido bekannt geworden war.

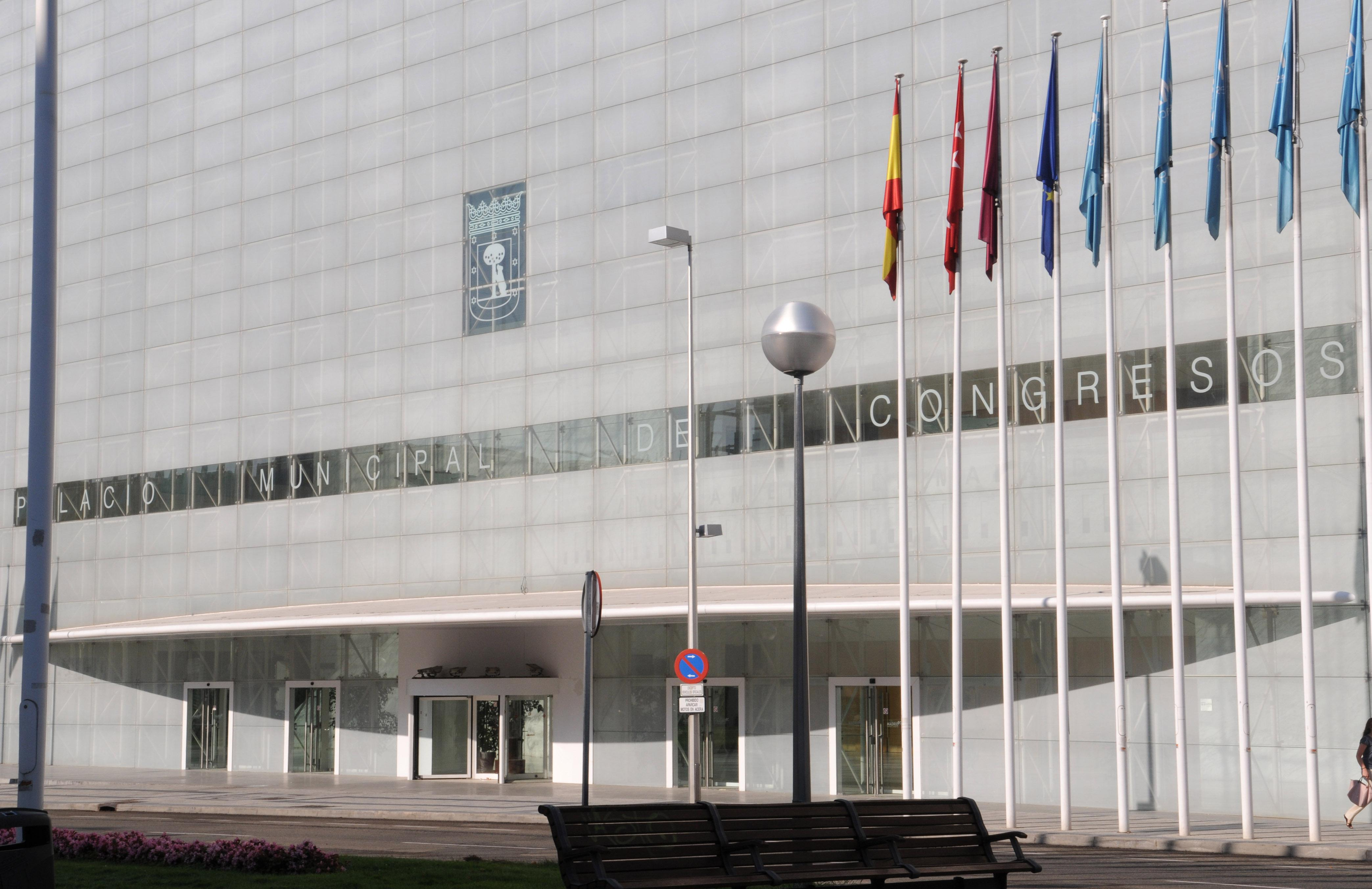
Der Palacio Municipal de Congresos, der Veranstaltungsort der Verleihung

## Gewinner und Nominierte
| Statistik (Filme mit mehr als einer Nominierung) N=Nominierung; A=Auszeichnung |   |   |
| Film                                                                           | N | A |
| Montags in der Sonne                                                           | 8 | 5 |
| Sprich mit ihr                                                                 | 7 | 1 |
| Historia de un beso                                                            | 7 | 0 |
| El embrujo de Shanghai                                                         | 6 | 3 |
| Bedside Stories                                                                | 6 | 1 |
| Jenseits der Erinnerung                                                        | 5 | 2 |
| El caballero Don Quijote                                                       | 5 | 1 |
| La caja 507                                                                    | 4 | 2 |
| 800 Bullets                                                                    | 4 | 1 |
| A mi madre le gustan las mujeres                                               | 3 | 0 |
| Carols Reise                                                                   | 3 | 0 |
| Guerreros                                                                      | 3 | 0 |
| La vida de nadie                                                               | 3 | 0 |
| Lugares comunes                                                                | 2 | 2 |
| Dragon Hill – Der Drachenwächter                                               | 2 | 1 |
| Rencor                                                                         | 2 | 1 |
| Smoking Room                                                                   | 2 | 1 |
| El alquimista impaciente                                                       | 2 | 0 |

### Bester Film (Mejor película)
Montags in der Sonne (Los lunes al sol) – Regie: Fernando León de Aranoa
- Bedside Stories (El otro lado de la cama) – Regie: Emilio Martínez Lázaro
- Sprich mit ihr (Hable con ella) – Regie: Pedro Almodóvar
- Jenseits der Erinnerung (En la ciudad sin límites) – Regie: Antonio Hernández

### Beste Regie (Mejor dirección)
Fernando León de Aranoa – Montags in der Sonne (Los lunes al sol)
- Emilio Martínez Lázaro – Bedside Stories (El otro lado de la cama)
- Antonio Hernández – Jenseits der Erinnerung (En la ciudad sin límites)
- Pedro Almodóvar – Sprich mit ihr (Hable con ella)

### Beste Nachwuchsregie (Mejor dirección novel)
Julio D. Wallovits und Roger Gual – Smoking Room
- Inés París und Daniela Fejerman – A mi madre le gustan las mujeres
- Eduard Cortés – La vida de nadie
- Ramón Salazar – Piedras

### Bester Hauptdarsteller (Mejor actor)
Javier Bardem – Montags in der Sonne (Los lunes al sol)
- Javier Cámara – Sprich mit ihr (Hable con ella)
- Juan Luis Galiardo – El caballero Don Quijote
- Sancho Gracia – 800 Bullets (800 balas)

### Beste Hauptdarstellerin (Mejor actriz)
Mercedes Sampietro – Lugares comunes
- Adriana Ozores – La vida de nadie
- Ana Fernández – Historia de un beso
- Leonor Watling – A mi madre le gustan las mujeres

### Bester Nebendarsteller (Mejor actor de reparto)
Luis Tosar – Montags in der Sonne (Los lunes al sol)
- Alberto San Juan – Bedside Stories (El otro lado de la cama)
- Carlos Hipólito – Historia de un beso
- José Coronado – La caja 507

### Beste Nebendarstellerin (Mejor actriz de reparto)
Geraldine Chaplin – Jenseits der Erinnerung (En la ciudad sin límites)
- María Esteve – Bedside Stories (El otro lado de la cama)
- Mar Regueras – Rencor
- Tina Sainz – Historia de un beso

### Bester Nachwuchsdarsteller (Mejor actor revelación)
José Ángel Egido – Montags in der Sonne (Los lunes al sol)
- Carlos Iglesias – El caballero Don Quijote
- Guillermo Toledo – Bedside Stories (El otro lado de la cama)
- Roberto Enríquez – El alquimista impaciente

### Beste Nachwuchsdarstellerin (Mejor actriz revelación)
Lolita Flores – Rencor
- Clara Lago – Carols Reise (El viaje de Carol)
- Marta Etura – La vida de nadie
- Nieves Medina – Montags in der Sonne (Los lunes al sol)

### Bestes Originaldrehbuch (Mejor guion original)
Enrique Brasó und Antonio Hernández – Jenseits der Erinnerung (En la ciudad sin límites)
- Pedro Almodóvar – Sprich mit ihr (Hable con ella)
- Fernando León de Aranoa und Ignacio del Moral – Montags in der Sonne (Los lunes al sol)
- Roger Gual und Julio D. Wallovits – Smoking Room

### Bestes adaptiertes Drehbuch (Mejor guion adaptado)
Adolfo Aristarain und Kathy Saavedra – Lugares comunes
- Manuel Gutiérrez Aragón – El caballero Don Quijote
- Fernando Trueba – El embrujo de Shanghai
- Antonio Chavarrías – Volverás

### Beste Produktionsleitung (Mejor dirección de producción)
Fernando Victoria de Lecea – La caja 507
- Javier Arsuaga – Guerreros
- Luis Gutiérrez – El embrujo de Shanghai
- Andrés Santana – Carols Reise (El viaje de Carol)

### Beste Kamera (Mejor fotografía)
José Luis Alcaine – El caballero Don Quijote
- José Luis López-Linares – El embrujo de Shanghai
- Miguel González Sinde – Historia de un beso
- Néstor Calvo und Yosu Inchaustegui – Sie sind unter uns! (Nos miran)

### Bester Schnitt (Mejor montaje)
Ángel Hernández Zoido – La caja 507
- Ernest Blasi – In the Mind of a Killer (Aro Tolbukhin. En la mente del asesino)
- Nacho Ruiz Capillas – Montags in der Sonne (Los lunes al sol)
- Alejandro Lázaro – 800 Bullets (800 balas)

### Bestes Szenenbild (Mejor dirección artística)
Salvador Parra – El embrujo de Shanghai
- Rafael Palmero – El alquimista impaciente
- Félix Murcia – El caballero Don Quijote
- Gil Parrondo – Historia de un beso

### Beste Kostüme (Mejor diseño de vestuario)
Lala Huete – El embrujo de Shanghai
- Anna Anni, Alessandro Lai und Alberto Spiazzi – Callas Forever
- Lena Mossum – Carols Reise (El viaje de Carol)
- Gumersindo Andrés – Historia de un beso

### Beste Maske (Mejor maquillaje y peluquería)
Gregorio Ros und Pepito Juez – El embrujo de Shanghai
- Paca Almenara, Alicia López und Antonio Panizza – Historia de un beso
- Mónica Núñez und Gemma Planchadell – Ralf Königs Lysistrata (Lisistrata)
- Susana Sánchez – Wenn die Glocke 13 schlägt (Trece campanadas)

### Beste Spezialeffekte (Mejores efectos especiales)
Juan Ramón Molina, Félix Bergés und Rafa Solorzano – 800 Bullets (800 balas)
- Reyes Abades, Emilio Ruiz del Río und Aurelio Sánchez Herrera – Guerreros
- David Martí, Montse Ribé und Jorge Calvo – Sprich mit ihr (Hable con ella)
- Raúl Romanillos, Félix Bergés und Carlos Martínez – El robo más grande jamás contado

### Bester Ton (Mejor sonido)
Pelayo Gutiérrez, Gilles Ortion, Alfonso Pino, Patrick Ghislain und Alex F. Capilla – Bedside Stories (El otro lado de la cama)
- Carles Cases, Dani Fontrodona, Salva Mayolas und Marc Orts – Darkness
- José Antonio Bermúdez, Manuel Corrales, Miguel Rejas und Diego Garrido – Sprich mit ihr (Hable con ella)
- Luis De Veciana, Licio Marcos de Oliveira und Alfonso Pino – La caja 507

### Beste Filmmusik (Mejor música original)
Alberto Iglesias – Sprich mit ihr (Hable con ella)
- Juan Bardem und Andy Chango – A mi madre le gustan las mujeres
- Víctor Reyes – Jenseits der Erinnerung (En la ciudad sin límites)
- Roque Baños – 800 Bullets (800 balas)

### Bester Filmsong (Mejor canción original)
„Sevillana para Carlos“ von Roque Baños – Salomé
- „Human Monkeys“ von Najwa Nimri und Carlos Jean – Guerreros
- „Ojos de gacela“ von Eva Gancedo und Rasha – Arderás conmigo
- „Un lugar más allá“ von Emilio Alquézar und Manuel Cubero Fort – Dragon Hill – Der Drachenwächter (Dragon Hill, la colina del dragón)

### Bester Kurzfilm (Mejor cortometraje de ficción)
Nada que perder – Regie: Rafa Russo
- El espantapájaros – Regie: Mercedes Gaspar und Gonzalo Zona
- Historia de un búho – Regie: José Luis Acosta Salmerón
- Hoy por ti, mañana por mí – Regie: Fran Torres
- Uno más, uno menos – Regie: Antonio Naharro und Álvaro Pastor

### Bester animierter Kurzfilm (Mejor cortometraje de animación)
Sr. trapo – Regie: Raúl Díez
- El negre és el color dels déus – Regie: Marc Riba und Anna Solanas
- TV – Regie: Pablo Núñez und Antonio Ojeda

### Bester Dokumentarkurzfilm (Mejor cortometraje documental)
Túnel número 20 – Regie: Ramón de Fontecha
- Howard Hawks. San Sebastián, 1972 – Regie: Samuel Martínez
- Marmadrid – Regie: Rafael Rodríguez Tranche

### Bester Animationsfilm (Mejor película de animación)
Dragon Hill – Der Drachenwächter (Dragon Hill, la colina del dragón) – Regie: Ángel Izquierdo
- Anje, la leyenda del Pirineo – Regie: Juanjo Elordi
- El rey de la granja – Regie: Gregorio Muro und Carlos Zabala
- Puerta del tiempo – Regie: Pedro Delgado und Gregorio Muro

### Bester Dokumentarfilm (Mejor película documental)
El efecto Iguazú – Regie: Pere Joan Ventura
- Balseros – Kubanische Träume vom Glück (Balseros) – Regie: Carles Bosch und Josep Maria Domènech
- De Salamanca a ninguna parte – Regie: Chema de la Peña
- Nomaden der Lüfte – Das Geheimnis der Zugvögel (Le peuple migrateur) – Regie: Jacques Perrin, Jacques Cluzaud und Michel Debats

### Bester europäischer Film (Mejor película europea)
Der Pianist (The Pianist), Großbritannien – Regie: Roman Polański
- Bella Martha, Deutschland – Regie: Sandra Nettelbeck
- Gosford Park, Großbritannien – Regie: Robert Altman
- Italienisch für Anfänger (Italiensk for begyndere), Dänemark – Regie: Lone Scherfig

### Bester ausländischer Film in spanischer Sprache (Mejor película extranjera de habla hispana)
El ultimo tren – Der letzte Zug (El último tren), Uruguay – Regie: Diego Arsuaga
- Die Versuchung des Padre Amaro (El crimen del Padre Amaro), Mexiko – Regie: Carlos Carrera
- Nada, Kuba – Regie: Juan Carlos Cremata Malberti
- Ein Glückstag (Un día de suerte), Argentinien – Regie: Sandra Gugliotta

## Ehrenpreis (Goya de honor)
- Manuel Alexandre, spanischer Schauspieler